# Emoia mokosariniveikau
Espèce
Statut de conservation UICN

 EN B1ab(iii)+2ab(iii) : En danger
Emoia mokosariniveikau est une espèce de sauriens de la famille des Scincidae.

## Répartition
Cette espèce est endémique de l'île de Vanua Levu aux Fidji.

## Étymologie
Le nom spécifique mokosariniveikau vient du tongien mokosari, un petit lézard vert, et de ni veikau, la forêt, et est utilisé en apposition.

## Publication originale
- Zug & Ineich, 1995 : A new skink (Emoia: Lacertilia: Reptilia) from the forest of Fiji. Proceedings of the Biological Society of Washington, vol. 108, no 3, p. 395-400 (texte intégral).